# Trigonodictyon indicum
Trigonodictyon indicum là một loài rêu trong họ Orthotrichaceae. Loài này được Dixon & P. de la Varde mô tả khoa học đầu tiên năm 1928.